# Kościół San Donato w Genui
Kościół San Donato (pol. Kościół św. Donata) – rzymskokatolicki kościół w Genui, w dzielnicy Molo. Administracyjnie należy do Archidiecezji Genui. Jest kościołem parafialnym parafii pod tym samym wezwaniem, wchodzącej w skład dekanatu Centro Est.
Kościół San Donato stanowi najważniejszy przykład genueńskiego stylu romańskiego, zwłaszcza ze względu na kunsztowną, ośmiokątną dzwonnicę.

## Historia

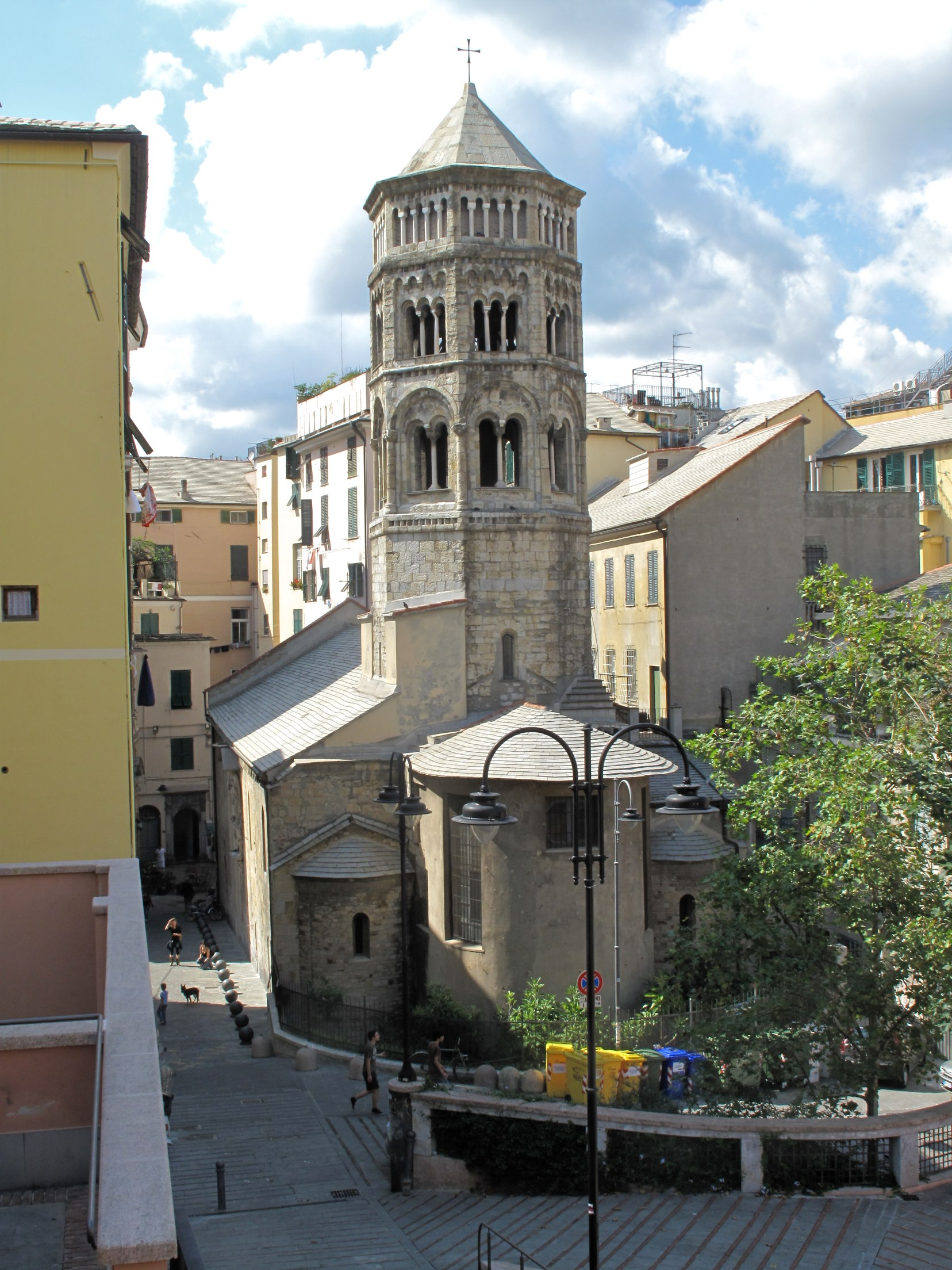
Apsyda i dzwonnica kościoła

Kult patrona kościoła, św. Donata zaczął szerzyć się po jego śmierci 7 sierpnia 362 roku dając wezwanie licznym kościołom północnych i środkowych Włoch, nie wiadomo jednak kiedy dotarł do Genui. O istnieniu kościoła św. Donata już w XII wieku świadczy napis na prawym ościeżu głównego portalu (MCIX lub MCLX), choć według niektórzy badaczy kościół (Bognetti) mógł istnieć już wcześniej (VI-X w.), na co mogą wskazywać wykopaliska longobardzkie. Pewne jest jednak, że kościół św. Donata jest jednym z najstarszych kościołów w Genui i zarazem  jednym z najstarszych kościołów parafialnych w tym mieście. XII-wieczne roboty budowlane przypuszczalnie przebiegały w dwóch etapach: na początku stulecia i w jego drugiej połowie, kiedy kościół wydłużono od frontu i podwyższono. W czasach pierwszego arcybiskupa Genui, Sirusa II Porcello (1130–1163) kościół św. Donata został podniesiony do rangi kościoła parafialnego z proboszczem jako prepozytem. Został przypuszczalnie konsekrowany 1 maja 1189 roku przez arcybiskupa Bonifacia (1188–1203), swego byłego prepozyta.
Kościół i wieża zostały zbudowane z miejscowego wapienia, pociętego na średniej wielkości bloki. Solidna konstrukcja przetrwała ostrzał miasta, przeprowadzony przez flotę wojenną Ludwika XIV w dniach 18–28 maja 1684 roku, a także bombardowania lotnicze z okresu II wojny światowej: z 22 października i 6 listopada 1942 oraz z 4 września 1944 roku.
Na początku XIX wieku wydłużono apsydę pod nadzorem architekta, Michele Canzia. Pod koniec XIX wieku burmistrz Nicolò Casareto i architekt Alfredo D’Andrade podjęli prace renowacyjne kościoła. D’Andrade zrealizował swój projekt w dwóch etapach: 1888–1891 i 1894–1895. Prace te okazały się na tyle istotne, że otrzymał on miano drugiego fundatora kościoła, czego wyrazem była powtórna konsekracja, dokonana w niedzielę, 4 grudnia 1892 roku przez arcybiskupa Tomasza Reggio.
Powojenne prace z lat 1946–1951 oraz renowacja z 1996 roku przez rektora Don Carlo Parodiego całkowicie przywróciła budowli pierwotne cechy romańskie. Ściany wewnętrzne zostały naprawione przy użyciu bloków kamiennych. Wykorzystano przy tym okazję, aby zamknąć duże przejście łukowe, które zostało wykute na lewej ścianie, aby umożliwić dostęp do dużej bocznej kaplicy, dobudowanej w okresie późniejszym. Została też starannie odrestaurowana dzwonnica, która dzięki rozbiórce dobudówek za apsydą została sugestywnie wyeksponowana.

## Architektura

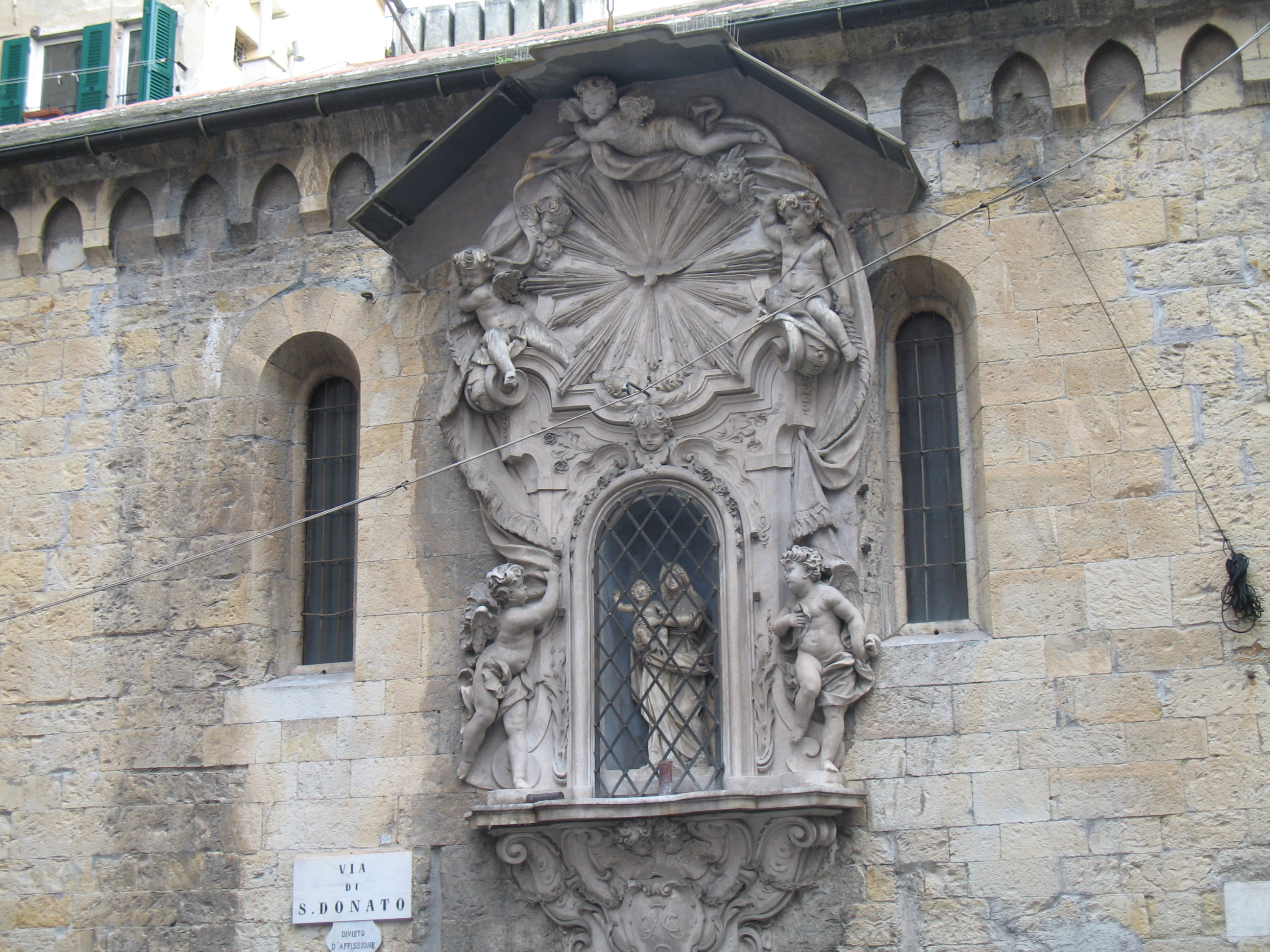
Madonna z Dzieciątkiem

Wygląd zewnętrzny kościoła jest efektem renowacji z końca XIX wieku. Fasada jest zwieńczona dwuspadowym szczytem. Pośrodku znajduje się portal z płytkim gankiem, flankowanym kolumnami, podtrzymującymi ostrołukową arkadę. Po obu stronach portalu znajdują się dwa pojedyncze okna lancetowe, a powyżej rozeta. Na prawej ścianie bocznej znajduje się miniaturowa edykuła z figurą Madonny z Dzieciątkiem, zwieńczona gołębicą symbolizującą Ducha Świętego.
Korpus nawowy kościoła jest zamknięty z przodu trzema apsydami, większą, centralną, flankowaną dwiema mniejszymi, bocznymi.
Kościół San Donato stanowi najważniejszy przykład genueńskiego stylu romańskiego: w szczególności ze względu na kunsztowną, ośmiokątną, trzykondygnacyjną dzwonnicę, ozdobioną fryzem ząbkowanym. Trzykondygnacyjna konstrukcja wspiera się na tyburium. Pierwsza kondygnacja została przepruta biforiami, a druga – triforiami; podczas renowacji przeprowadzonej pod koniec XIX wieku pod kierunkiem Alfreda D’Andrade dodano trzecią kondygnację. Ma ona formę dekoracyjnej loggi i jest przykryta lekko wypukłym, ostrosłupowym dachem.

## Wnętrze
Wnętrze kościoła oparte jest na planie trzynawowej, romańskiej bazyliki. Nawy są oddzielone od siebie dwoma rzędami kolumn, po sześć w każdym. Trzy najstarsze zostały wykonane z granitu i białego marmuru, pozostałe trzy z białych i czarnych, okrągłych, kamiennych bloków. Romańskie kapitele zostały dodane w trakcie renowacji z początku XIX wieku. Wspierają się na nich półokrągłe arkady. Ponad arkadami ciągną się empory pozorne, przeprute biforiami. Współczesny strop nawy głównej w formie więźby dachowej zastąpił strop zniszczony w wyniku bombardowań II wojny światowej.

### Prezbiterium
Prezbiterium i część apsydialna są podniesione o trzy stopnie schodów w stosunku do korpusu nawowego. Płaskie tyburium, wspierające się na czterech pilastrach ozdobionych półkolumnami ma u podstawy formę kwadratu, a wyżej, już jako podpora dzwonnicy, przechodzi w ośmiokąt. Na barokowym, XVIII-wiecznym ołtarzu stoi ceramiczny krucyfiks. Pod ołtarzem znajduje się relikwiarz, zawierający rękę i fragmenty kości św. Donata, patrona kościoła. 

### Nawa główna
Nawa główna, szeroka na 4,6 metrów na wysokości pierwszych kolumn powoli się rozszerza osiągając 5 metrów na wysokości transeptu. Długość całej nawy, od drzwi do apsydy wynosi 37,2 m. Naad wejściem do prezbiterium wisi dużych rozmiarów średniowieczny krucyfiks, otoczony XVII-wiecznymi obrazami przedstawiającymi: Boga Ojca (u góry), Maryję Dziewicę (z lewej), św. Donata (z prawej) i św. Stefana (u dołu).

### Nawa prawa
Przed restauracją D’Andrade wzdłuż ściany nawy ciągnął się szereg ołtarzy, kaplic oraz grobowców szlacheckiego rodu Raggio, który sprawował patronat nad kościołem. Jedynym z tych ołtarzy, który zachował się do dziś, jest ołtarz na początku nawy, wykonany w 1840 roku na zlecenie braci Filippa i Camilla Raggi. Na ołtarzu tym znajduje się XVII-wieczny obraz Matki Bożej Orędowniczki (Madonna del Suffragio), dzieło szkoły genueńskiej. Na ołtarzu w głębi prawej nawy znajduje się obraz Madonna z Dzieciątkiem, sygnowany przez Nicolò da Voltri (1401), będący jednym z najcenniejszych dzieł znajdujących się w kościele. Obraz powstał pod wpływem Barnaby da Modena i Taddea di Bartolo, artystów czynnych w Genui pod koniec XIV wieku. Na wysokości transeptu, w niszy znajduje się XVI-wieczna statua Madonny, dłuta anonimowego artysty.

### Nawa lewa
Nawa lewa, podobnie jak środkowa rozszerza się od wejścia, mierząc 2,6 m w okolicach chrzcielnicy i osiągając 3 m na styku z transeptem. Na jej początku znajduje się ołtarz, symetryczny do tego po prawej stronie. Znajduje się na nim marmurowa płaskorzeźba Chrzest Chrystusa, dzieło zapoczątkowane w 1828 roku przez Ignazia Peschierę, a ukończone w 1840 przez jego ucznia, Carla Rubatto. Na ścianie, przed kaplicą św. Józefa, znajdują się dwie marmurowe rzeźby: tablica pamiątkowa biskupa Giacoma della Chiesa, z początku XX wieku oraz płyta nagrobna rodu Franzoni z 1642 roku.

#### Kaplica San Giuseppe
Kaplica San Giuseppe (św. Józefa), usytuowana w połowie lewej nawy, powstała jako kaplica cechu stolarzy, których patronem jest św. Józef. W XVII-wiecznym ołtarzu, pomiędzy spiralnymi kolumnami, znajduje się obraz Święta Rodzina pędzla Domenica Pioli. Osobliwością kompozycji jest przedstawienie Dzieciątka Jezus na ręku św. Józefa, a nie Maryi. Innym cennym dziełem sztuki w kaplicy jest tryptyk Pokłon Trzech Króli, zrealizowany około 1515 roku przez Joosa van Cleve. Tryptyk, namalowany na zamówienie Stefano Raggi, pierwotnie znajdował się w położonej w pobliżu kościoła kaplicy, zniszczonej w średniowieczu, zwanej „dei tre Re” (Trzech Króli) od tematu przedstawionego na panelu centralnym tryptyku. Na początku XIX wieku tryptyk znajdował się, według pewnych źródeł, wśród dzieł sztuki zdobiących wnętrze kościoła. W październiku 1974 roku został skradziony. Odnaleziony trzy miesiące później został poddany renowacji, po czym umieszczony w zbiorach Galerii Narodowej w Palazzo Spinola. Do kościoła powrócił w 1996 roku, po odrestaurowaniu kaplicy San Giuseppe. Panel centralny przedstawia Pokłon Trzech Króli, zwieńczony sceną Ukrzyżowania. Na skrzydłach bocznych znajdują się: na lewym – zleceniodawca dzieła, Stefano Raggi, w towarzystwie swojego patrona, św. Stefana (Szczepana) Męczennika, a na prawym – św. Maria Magdalena, patronka zmarłej żony Raggiego, Marii Giustiniani.

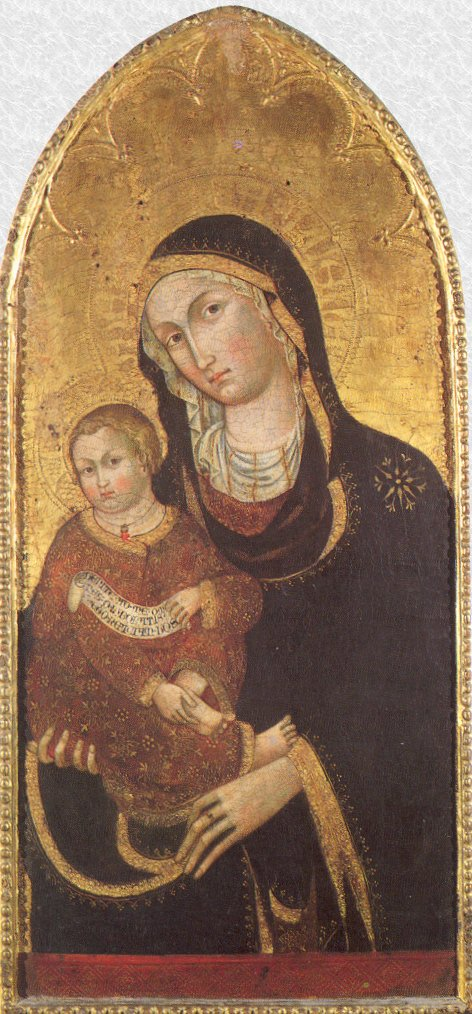
Nicolò da Voltri, Madonna z Dzieciątkiem
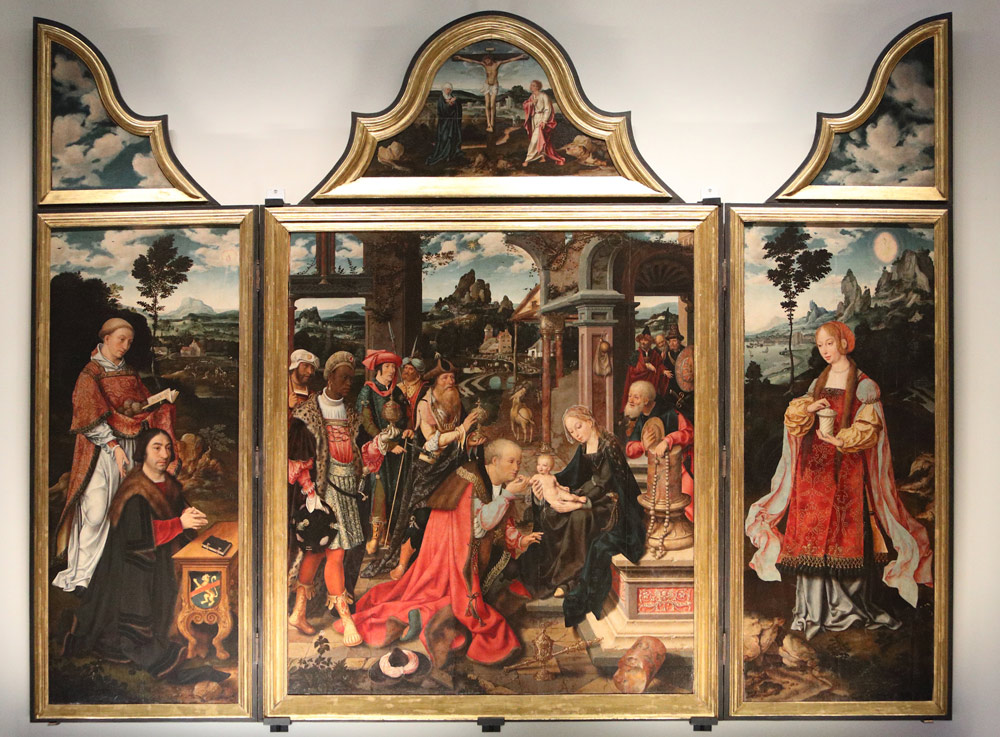
Joos van Cleve, Tryptyk Pokłon Trzech Króli